# Sanlúcar de Barrameda

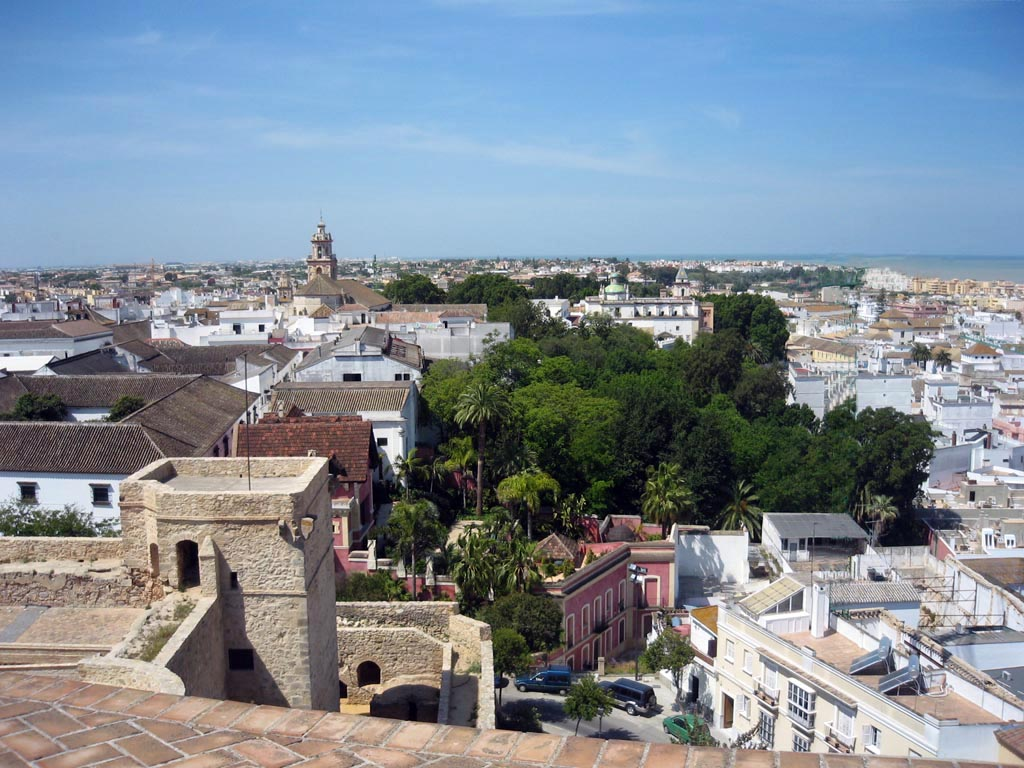
Pohled na Barrio Alto

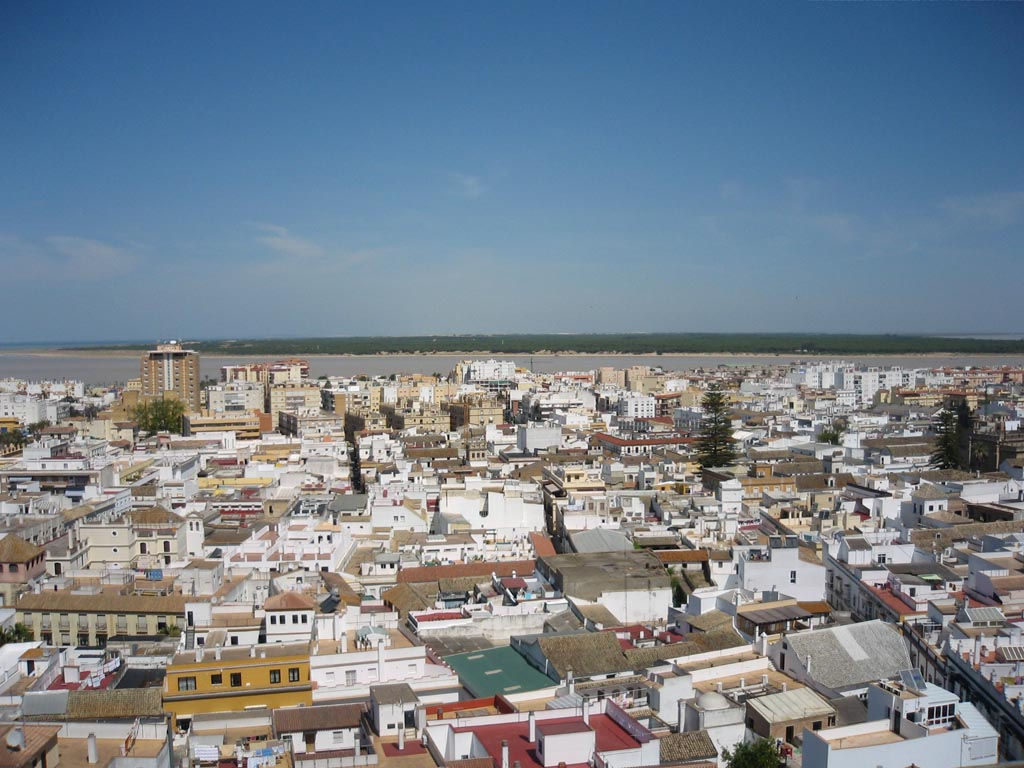
Pohled na Barrio Alto

Sanlúcar de Barrameda, nebo pouze Sanlúcar, je město na severozápadě provincie Cádiz, která je součástí autonomního společenství Andalusie v jižním Španělsku. Sanlúcar se nachází na levém břehu řeky Guadalquivir nedaleko národního parku Doñana, 23 km od města Jerez de la Frontera, 50 km od hlavního města provincie, Cádizu, a 119 km od hlavního města autonomní oblasti Andalusie, Sevilly. Žije zde přibližně 70 tisíc obyvatel.
Na území Sanlúcaru žijí lidé již od pravěku. Ve středověku, po reconquistě, se město stalo součástí Sevillského království. V roce 1297 získal panství Guzmán Dobrý, a založil tak mocnou šlechtickou linii, která byla později známá jako rod Medina Sidonia.
Jeho strategická poloha učinila z města výchozí bod pro průzkum, kolonizaci a evangelizaci Ameriky mezi 15. a 17. stoletím. Sanlúcar ztratil velkou část své strategické hodnoty po roce 1645 kvůli zostuzení rodu Medina Sidonia, všeobecnému úpadku Španělska za Karla II., přesídlení Casa de Contratación do města Cádiz v roce 1717 a zemětřesení v Lisabonu v roce 1755.
V roce 1833 se stalo součástí nově vzniklé provincie Cádiz. V 19. století se město začalo zaměřovat na vinařství a letní turistiku.
V současné době je Sanlúcar známý svou gastronomií, především manzanilovým vínem a krevetami, svou hudbou, zejména flamencem, a letní turistikou, zejména koňskými dostihy na pláži. Méně známý, ale pro historiky velice významný, je Archiv rodu Medina Sidonia, který se nachází ve stejnojmenném paláci.

## Název
Na jihu Andalusie existovaly a existují další místa nazývaná Sanlúcar, která se odlišují přidáním toponyma. V tomto případě bylo k základnímu místnímu názvu přidáno de Barrameda, což odkazuje na místo, kde se nachází sanlúcarský přístav.
Pokud jde o etymologii obou místních názvů, mezi odborníky na toto téma neexistuje shoda a existuje několik hypotéz. Název Sanlúcar by mohl vycházet ze slova šaluka (شلوقة), arabského názvu pro levanatský vítr, což je nejméně pravděpodobná hypotéza, vezmeme-li v úvahu, že levanatský vítr vane nejméně intenzivně a má nejmenší význam z celé provincie Cádiz právě v Sanlúcaru. Další hypotézou je, že název vychází z latinského sub lucare (z latinského podstatného jména lucus, „les“). Přeměna sub v so a pak v san by byla důsledkem lidové etymologie (san, zkratka pro santo, „svatý“). Nicméně nejschůdnější hypotéza (kvůli archeologickým pozůstatkům v oblasti a podobnosti s latinskými slovy) tvrdí, že název Sanlúcar vychází z latinských slov sanctus locus neboli „svaté místo“ a že odkazuje na El Tesorillo de la Algaida (svatyně zasvěcená bohyni Astarte nebo Venuši), která se zčásti zachovala dodnes. Barrameda vychází z arabského slova bar-am-ma'ida.
Sanlúcaru de Barrameda se přezdívá „Puerto Lucero“.

## Městské symboly

### Vlajka
Vlajku Sanlúcaru vytvořil v roce 1999 místní novinář a spisovatel José Carlos García Rodríguez, který jako ústřední motiv použil znak obce.

## Geografie
Sanlúcar de Barrameda se nachází na atlantském pobřeží autonomního společenství Andalusie v provincii Cádiz, konkrétně na levém břehu řeky Guadalquivir, která tvoří hranici mezi provinciemi Huelva a Sevilla. Má rozlohu 170,27 km². Městské pláže mají délku 6 km. Hraničí s obcemi Trebujena, Jerez de la Frontera, Rota, El Puerto de Santa María a Chipiona.
Je součástí turistické oblasti zvané Costa de la Luz a od hlavního města provincie Cádiz, Cádizu, je vzdáleno 44 km nejkratší cestou a 52 km nejrychlejší cestou. Na území města je borovicový les Algaida a bažiny Bonanza, místa která jsou součástí národního parku Doñana.
| Růžice kompasu | řeka Guadalquivir a Atlantský oceán | řeka Guadalquivir, národní a přírodní park Doñana, Almonte a Aznalcázar | Trebujena            | Růžice kompasu |
| Růžice kompasu | Atlantský oceán                     | Sever                                                                   | Jerez de la Frontera | Růžice kompasu |
| Růžice kompasu | Atlantský oceán                     | Sanlúcar de Barrameda                                                   | Jerez de la Frontera | Růžice kompasu |
| Růžice kompasu | Atlantský oceán                     | Jih                                                                     | Jerez de la Frontera | Růžice kompasu |
| Růžice kompasu | Chipiona                            | El Puerto de Santa María a Rota                                         | Jerez de la Frontera | Růžice kompasu |

### Reliéf

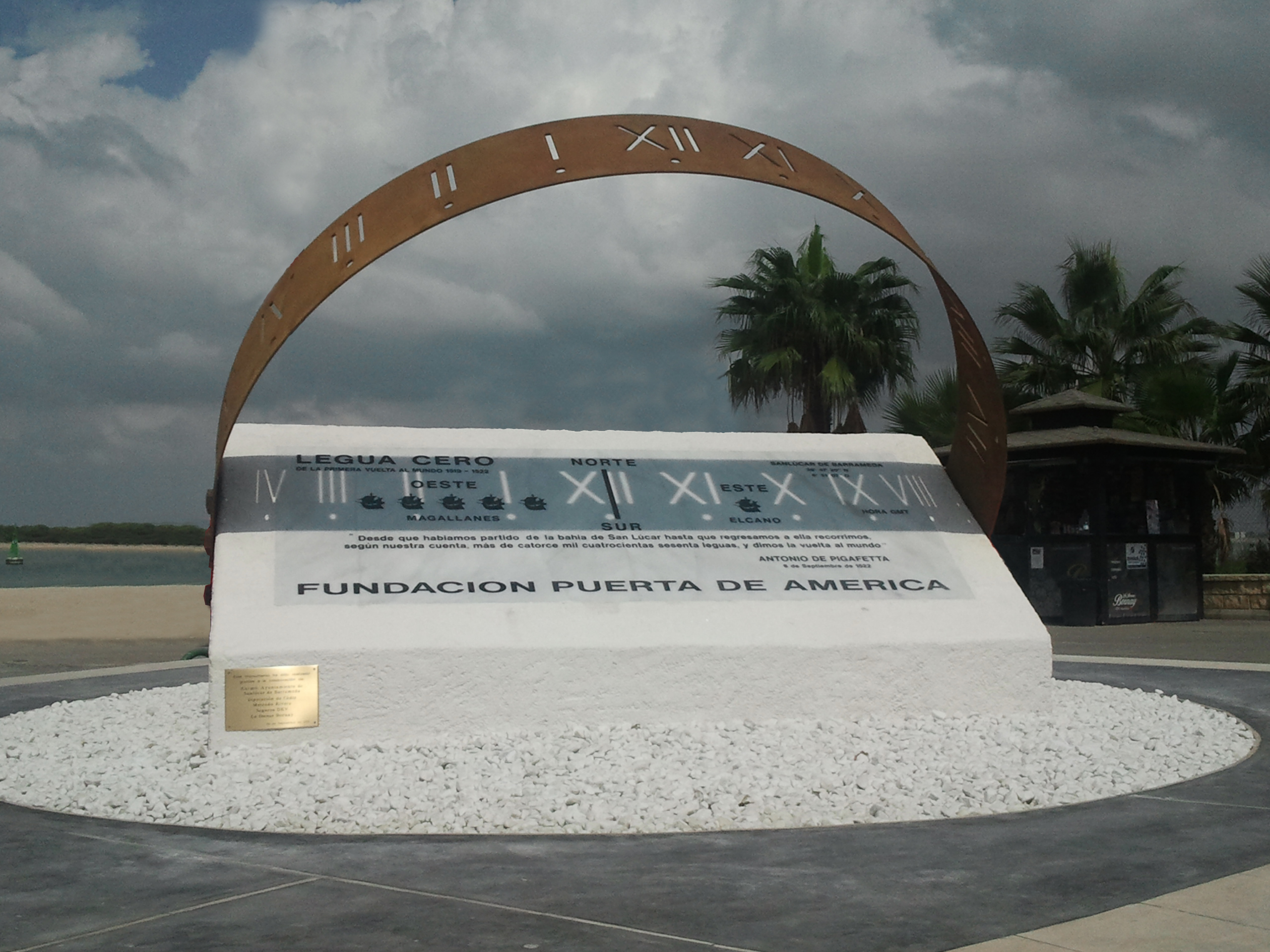
Památník Legua Cero na památku prvního obeplutí světa. Slavnostně odhalen v roce 2011.

Sanlúcar se nachází v Bétické proláklině. Část jeho území tvoří bažiny a má písečné pobřeží.

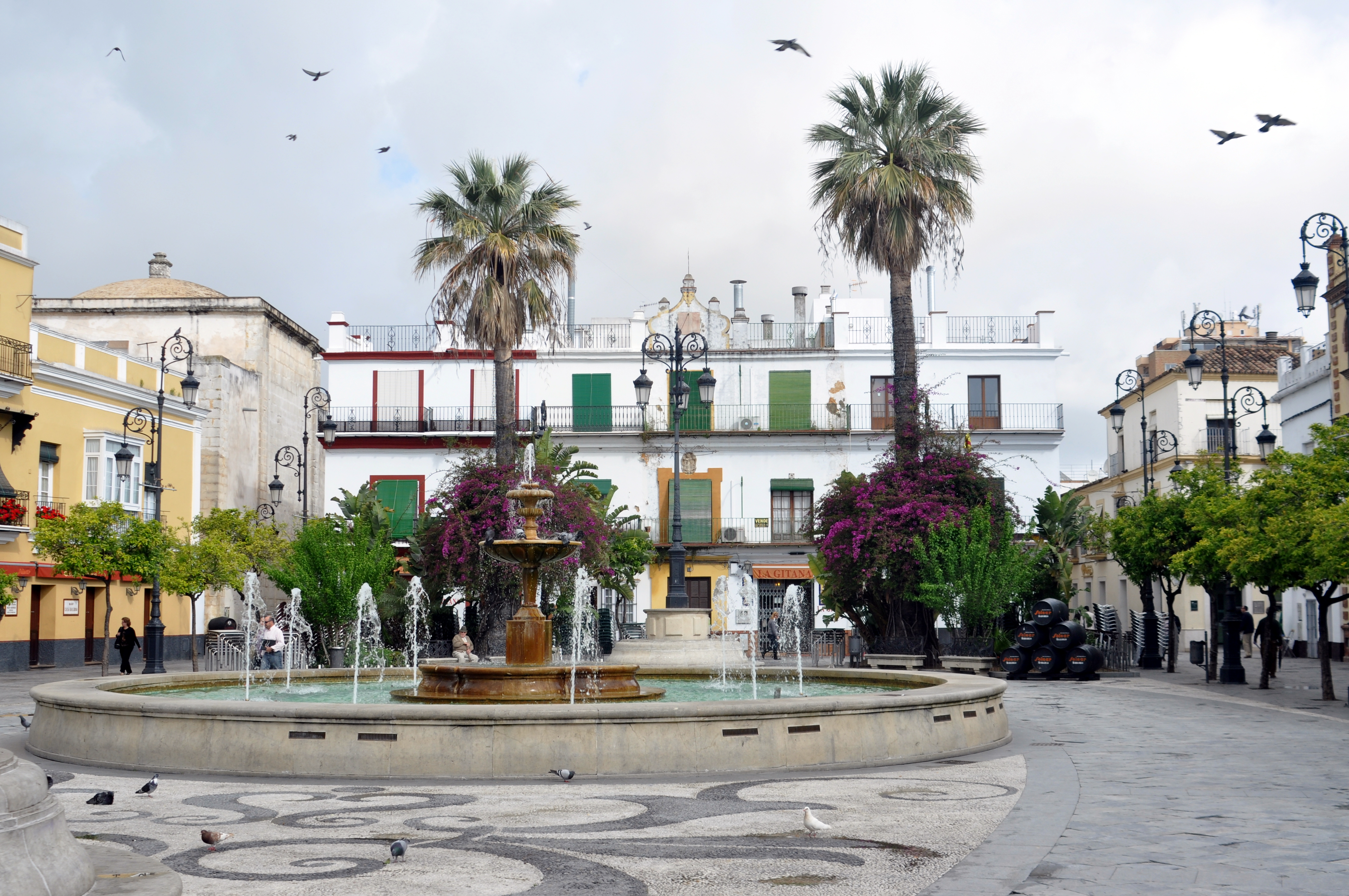
Radniční náměstí v historickém centru.

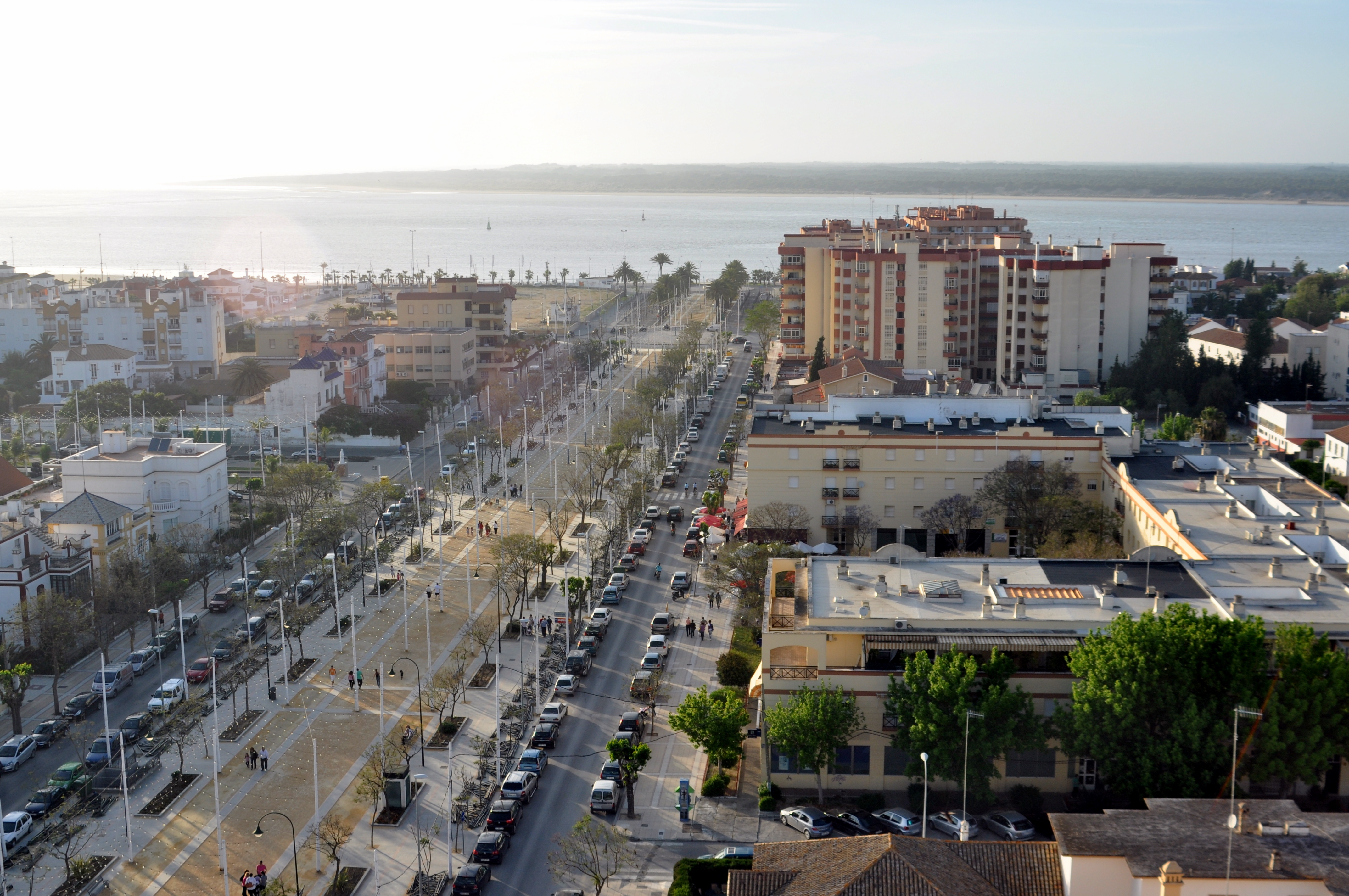
Pohled na ústí řeky Guadalquivir v Atlantském oceánu. V pozadí národní park Doñana.

Písek má v této oblasti vysoký obsah ilmenitu. Hlavní městské centrum je podélně rozděleno roklí, která sahá od La Jara po Bonanzu.

### Hydrografie
Otec Faustino Míguez, piarista a profesor fyziky a chemie na škole, kterou měla tato kongregace v Sanlúcaru, analyzoval v roce 1872 vodu v obci ve svém díle „Analýza veřejných vod Sanlúcaru de Barrameda“.

### Pláže
Sanlúcar má 6 km pláží, jež všechny spadají pod Costa de la Luz. Mezi ty hlavní patří následující:
- Playa de Bonanza se nachází u ústí řeky Guadalquivir, vedle solných plání a bažin národního parku Doñana. Je dlouhá 1 200 metrů a v průměru široká 40 metrů. Chybí zde promenáda, voda je zde klidná a je dobře dostupná pěšky i autem.
- Playa de Bajo de Guía je dlouhá 800 metrů a v průměru široká 50 metrů. Písek je zde jemný, díky čemuž je vhodná pro plachtění nebo jiné sporty související s větrem. Je to městská pláž s promenádou, má záchranné vybavení, je dobře dostupná a má bezbariérový přístup.
- Playa de la Calzada o de las Piletas je městská a má promenádu. Je dlouhá 2 300 metrů a v průměru široká 60 metrů. Každé léto se zde konají koňské dostihy, a proto je také známá jako Hipódromo de Sanlúcar.
- Playa de la Jara je dlouhá 1 500 metrů a v průměru široká 40 metrů. Je to poloměstská pláž bez promenády. Je chráněná bahenními útesy Espíritu Santo, dunami a umělými vlnolamy.

Pláže Sanlúcaru jsou tak známé, že jsou zmíněny již ve třetí kapitole Dona Quijota: „...že on sám za svých mladých let se oddal tomuto ušlechtilému řemeslu, hledaje v různých koutech světa dobrodružství, že neopominul navštívit Percheles v Malaze, ostrovy Riaranské, Compas v Seville, Azoguejo v Segovii, Oliveru ve Valencii, Rondillu v Granadě, břehy sanlúcarské...“.

### Klima
Sanlúcar má subtropické klima středozemního typu. Má nízkou míru srážek a nejmírnější teploty v provincii. Ročně je zde 3 000 až 3 200 hodin slunečního svitu, což ze Sanlúcaru činí jednu z nejslunečnějších obcí v Evropě. Léto je suché.

### Flóra
V důsledku urbanizace zmizelo nebo je ohroženo několik borových lesů tvořených převážně borovicemi piniemi (pinus pinea) a metličkou bělokorou (retama monosperma).

### Fauna

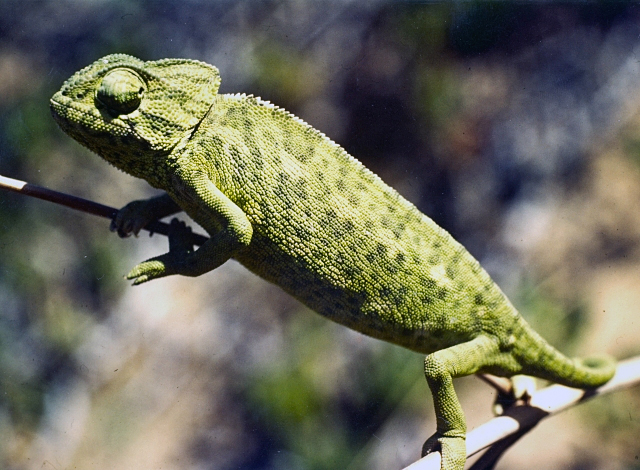
Chameleon obecný.

Až donedávna byl chameleon obecný (chamaeleo chamaeleon) v sadech velmi hojným druhem. Zmizení biotopu tohoto druhu v důsledku masivní urbanizace španělského pobřeží z něj činí zranitelný druh. Významná je kolonie luňáků v Pinar de la Algaida.

### Parky a zahrady

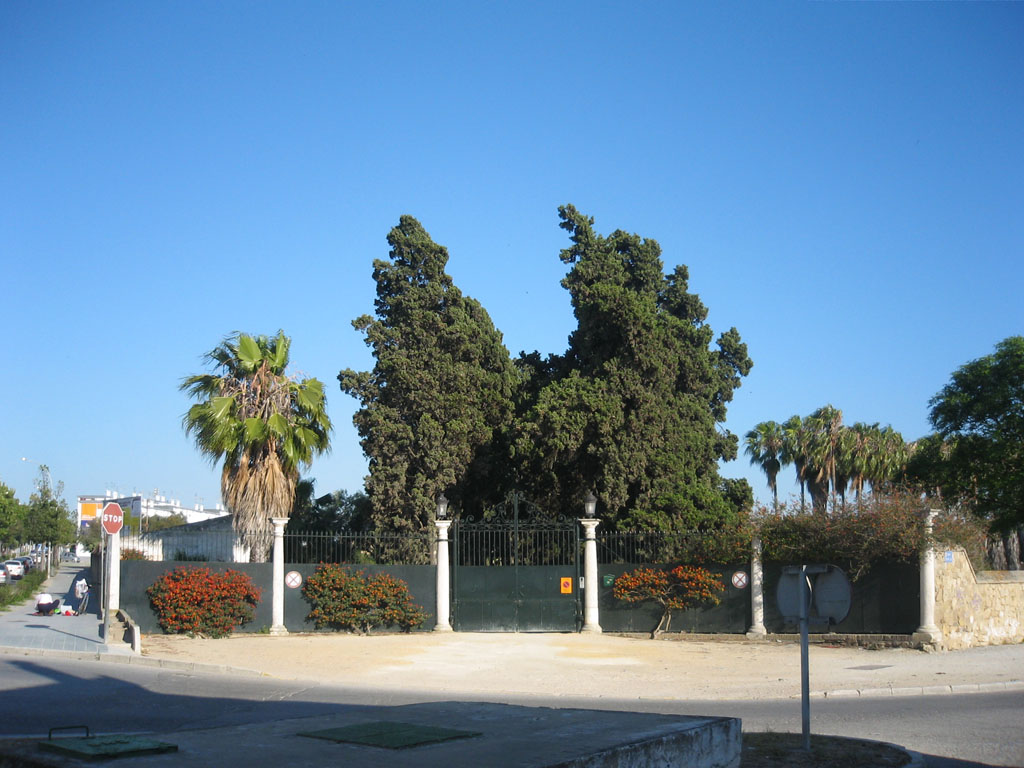
Stará botanická zahrada La Paz (dnes soukromý majetek).

- Loď, která jezdí mezi oběma břehy řeky Guadalquivir.Radniční zahrady.Borový les La Algaida.Zahrady vévodského paláce Medina Sidonia.Stará botanická zahrada La Paz (dnes soukromý majetek).Doñana je chráněná přírodní krajina mající 53 709 ha, je považována za největší ekologickou rezervaci Evropy a v roce 1994 byla prohlášena za světové dědictví UNESCO.[8] Rozkládá se převážně na území provincie Huelva (obce Almonte, Moguer, Lucena del Puerto a Hinojos) a z menší části Sevilly (Pilas, Villamanrique de la Condesa, Aznalcázar, Isla Mayor a La Puebla del Río) a Cádizu (Sanlúcar de Barrameda). O Sanlúcaru je oddělena řekou Guadalquivir. Do parku se dostanete z mola v oblasti Bajo de Guía pomocí trajektu, který spojuje oba břehy řeky. Bažiny jsou v zimě domovem velkého množství druhů vodního ptactva. Uvnitř jsou různé vědecké instituce, které zajišťují správný rozvoj hraničních regionů a zachování některých velmi citlivých druhů, které je obývají. Doñana byla pojmenována na počest manželky 7. vévody z Mediny Sidonie jménem Doña Ana de Silva y Mendoza.

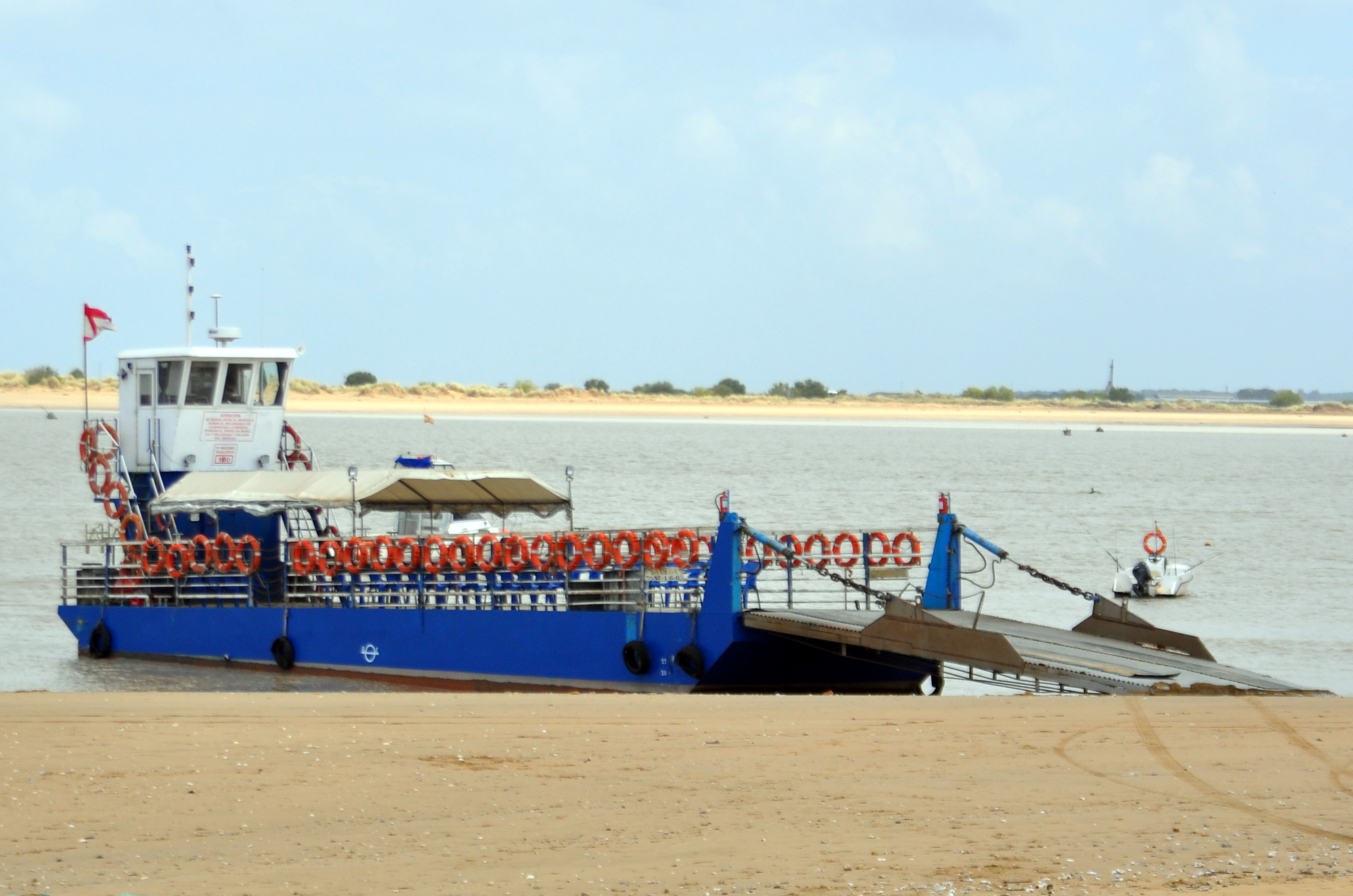
Loď, která jezdí mezi oběma břehy řeky Guadalquivir.

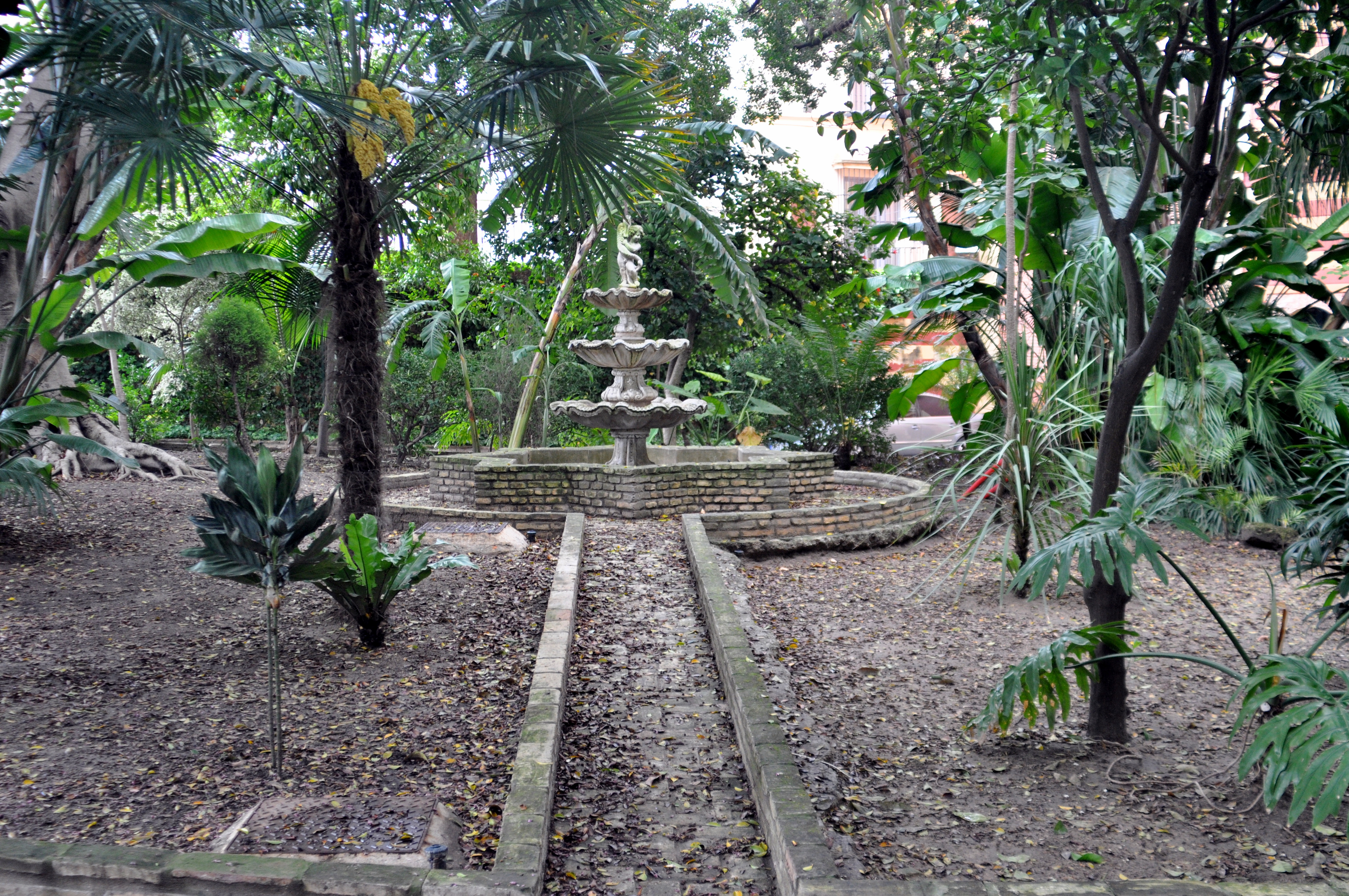
Radniční zahrady.

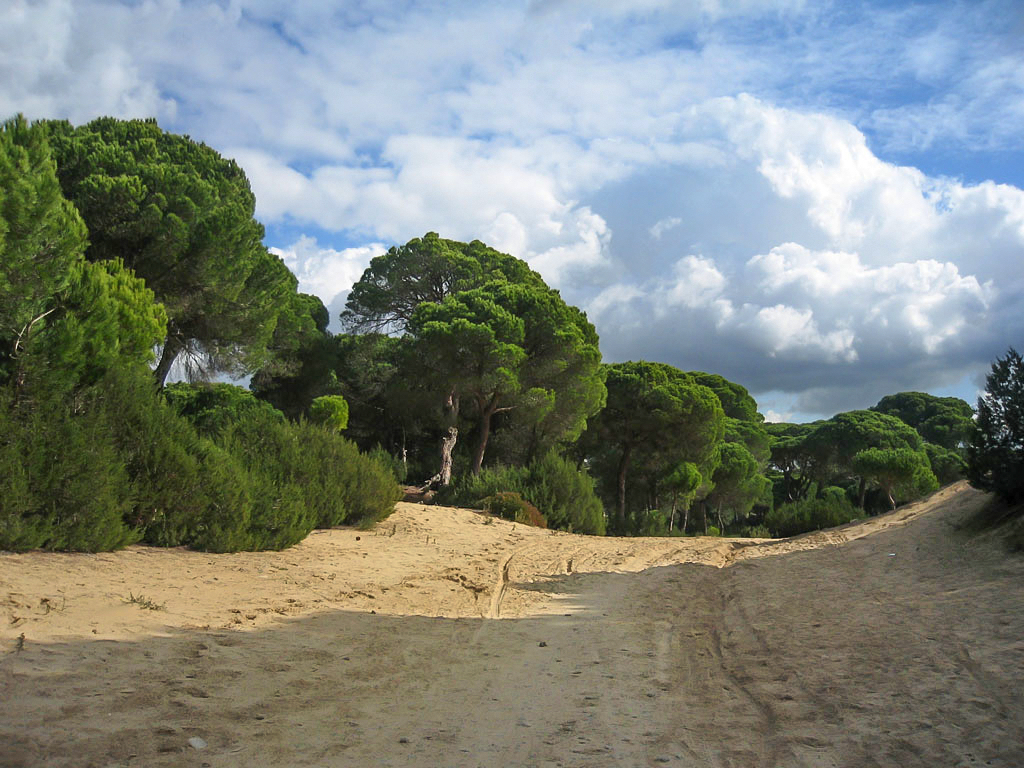
Borový les La Algaida.

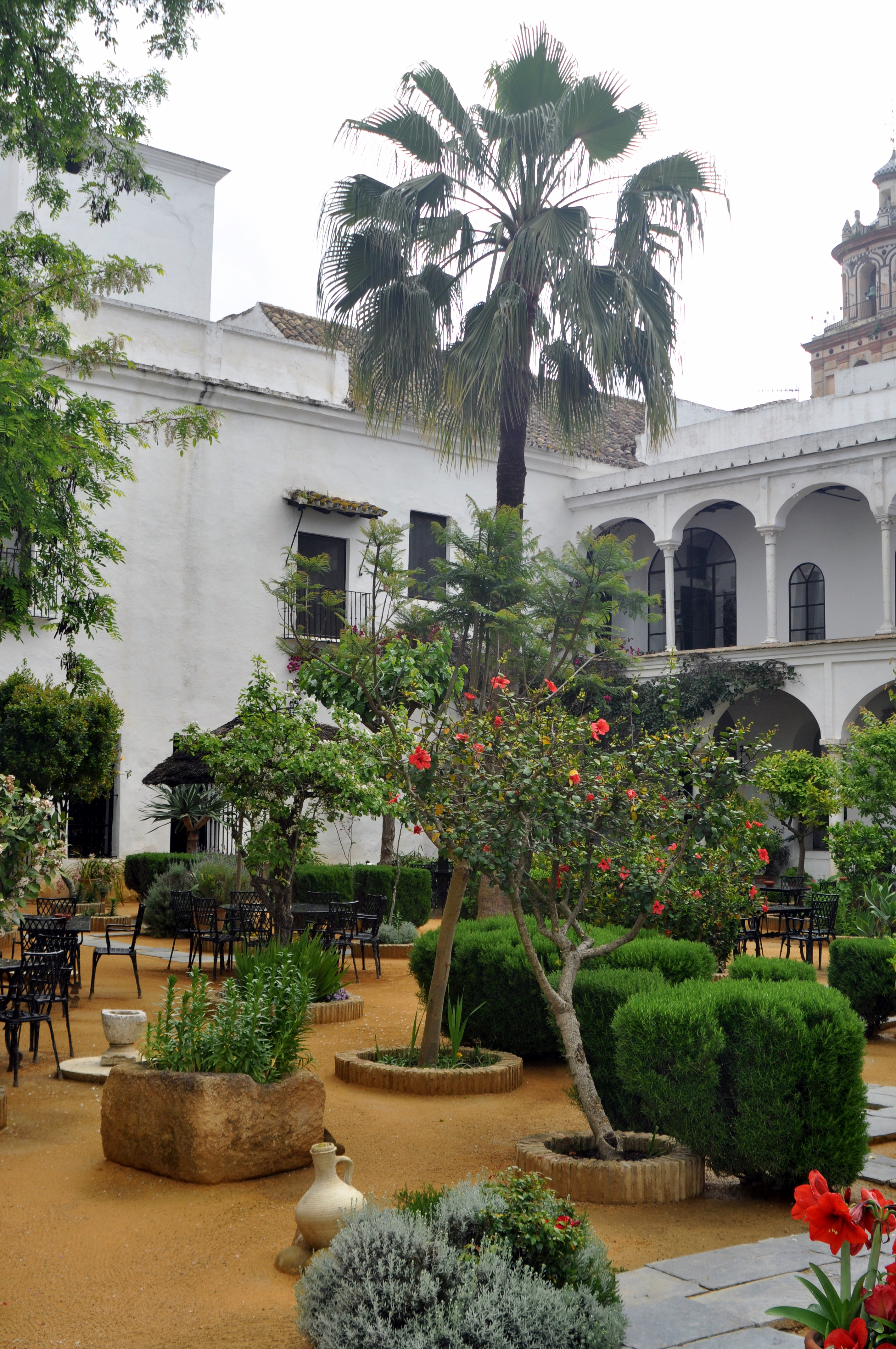
Zahrady vévodského paláce Medina Sidonia.

- Pinar de La Algaida se nachází na jihovýchod od národního parku Doñana, na levém břehu řeky Guadalquivir. Je to jedna z nejdůležitějších zelených ploch v obci a představuje pravidelnou rekreační oblast pro obyvatele Sanlúcaru. V oblasti můžeme najít různé druhy rostlin, hlavně ale borovici pinii, a husté křoviny tvořené cistem, řečíkem, vřesem a jalovcem. Prostředí obývá široká škála ptáků, jako jsou čápi černí, jeřábi, plameňáci, slípky modré, lysky a také spoustu hmyzožravých ptáků. Je zde močál, ve kterém jsou solné doly.

V borovém lese se nachází několik již vykopaných archeologických pozůstatků, jako El Tesorillo, předřímské posvátné místo zasvěcené Luceru, římský El pozo de los Caveros a římská továrna La Algaida.
- Jardines del Palacio Ducal de Medina Sidonia se rozprostírají kolem vévodského paláce a nad roklí. Navrženy byly na počátku 16. století a později rozšířeny. Ve středověku bylo postaveno několik jímek k zavlažování zahrady a zásobování domu. V 17. století byly instalovány fontány a vodní prvky. Stará jízdárna byla proměněna v zimní zahradu se záhony. K roku 2010 zde rostla široká škála stromů a rostlin, například akant, blahočet, zmarlika Jidášova, brslen, brachichitón, nepravý pepřovník, fíkovník, morušovník, ombú, jilm a borovice kanárská. Z tohoto místa je možné sledovat veškerou lodní dopravu na řece Guadalquvir.
- Jardines del palacio de los Duques de Montpensier jsou velké zahrady, které doplňují letní palác postavený v 19. století pro vévodu z Montpensier. Navrhl je Lecolant, francouzský zahradník, který pro vévodu navrhl už zahrady v paláci de San Telmo v Seville. Velká část zadní zahrady se svažuje dolů od Barrio Alto k Bajo. Vzhledem k rozmanitosti druhů, které zde žijí, ji lze považovat za autentickou botanickou zahradu. Mezi ty nejvýznamnější patří vavřín indický, choricie, ombú, dračinec dračí, zmarlika Jidášova, vavřín, brslen, cypřiš, květ pomerančovníku čínského, kaučukový fíkus, vistárie, nepravý pepřovník, břečťan a dub cesmínovitý.
- Jardines Las Piletas tvoří historickou část města, kde bylo nalezeno několik pramenů léčivých vod. Nachází se hned vedle pláže, na úpatí rokle. Místo se již od 18. století těšilo velké prestiži mezi rekreanty i místní veřejností, neboť zde díky množství rostlin panovalo příjemné mikroklima. V roce 1903 byly prameny Las Piletas prohlášeny za veřejně prospěšné a v roce 1913 převzala městská rada správu a využívání vod v Las Piletas. V roce 2003 byly po restaurování znovu otevřeny pro veřejnost. K roku 2010 mělo toto místo velký botanický význam díky četným rostlinným druhům, mezi nimiž jsou například platan východní, netík Venušin vlas, divoké fíkovníky, kornoutice africká, papyrus, myrta, pajasan žláznatý, břečťan, blahovičník, topoly bílé, cypřiše, zmarlika Jidášova, pitospory, ale i několik druhů aromatických keřů a mnoho druhů léčivých keřů.[9] Tato zahrada je zapsána v Generálním katalogu andaluského historického dědictví.[10] Od roku 2006 je zanedbávaná.[11]

## Populace

### Populační centra
Kromě hlavního centra, kterým je město Sanlúcar de Barrameda, existuje v rámci území města několik dalších sousedství. Některá z nich mají svou vlastní velmi významnou identitu, jako například La Algaida, Bonanza, La Jara, Loma de Martín Miguel a Villa Horacia. Zbytek populace žije v sousedstvích a obytných čtvrtích, která se již integrovaly do města.
| Jádro                                    | Souřadnice           | Počet obyvatel | Vzdálenost (km) |
| ---------------------------------------- | -------------------- | -------------- | --------------- |
| La Algaida                               | 36° s. š., 50° v. d. | 2 921          | 8,7             |
| Bonanza                                  | 36° s. š., 48° v. d. | 6 041          | 3,4             |
| Barriada de Andalucía                    | 36° s. š., 47° v. d. | 1 263          | 2,3             |
| La Jara                                  | 36° s. š., 46° v. d. | 4 674          | 5,5             |
| Loma de Martín Miguel                    | 36° s. š., 47° v. d. | 266            | 4,7             |
| Sanlúcar de Barrameda (město)            | 36° s. š., 46° v. d. | 46 883         | 0               |
| Urbanización Castillo del Espíritu Santo | 36° s. š., 46° v. d. | 394            | 2,8             |
| Urbanización Los Colonos                 | 36° s. š., 46° v. d. | 251            | 2,3             |
| Villa Horacia                            | 36° s. š., 46° v. d. | 193            | 3,3             |
| Zdroje Guía Repsol,Google Earth          |                      |                |                 |

## Kultura
Kulturní aktivity, které se ve městě konají, jsou z velké části propagovány a organizovány různými kulturními sdruženími. Mnohé z těchto aktivit dostávají dotace od Kulturní delegace městské rady, Junta de Andalucía a soukromých institucí a společností. Rada města dává spolkům k dispozici vybavení a technické prostředky k realizaci navrhovaných činností.

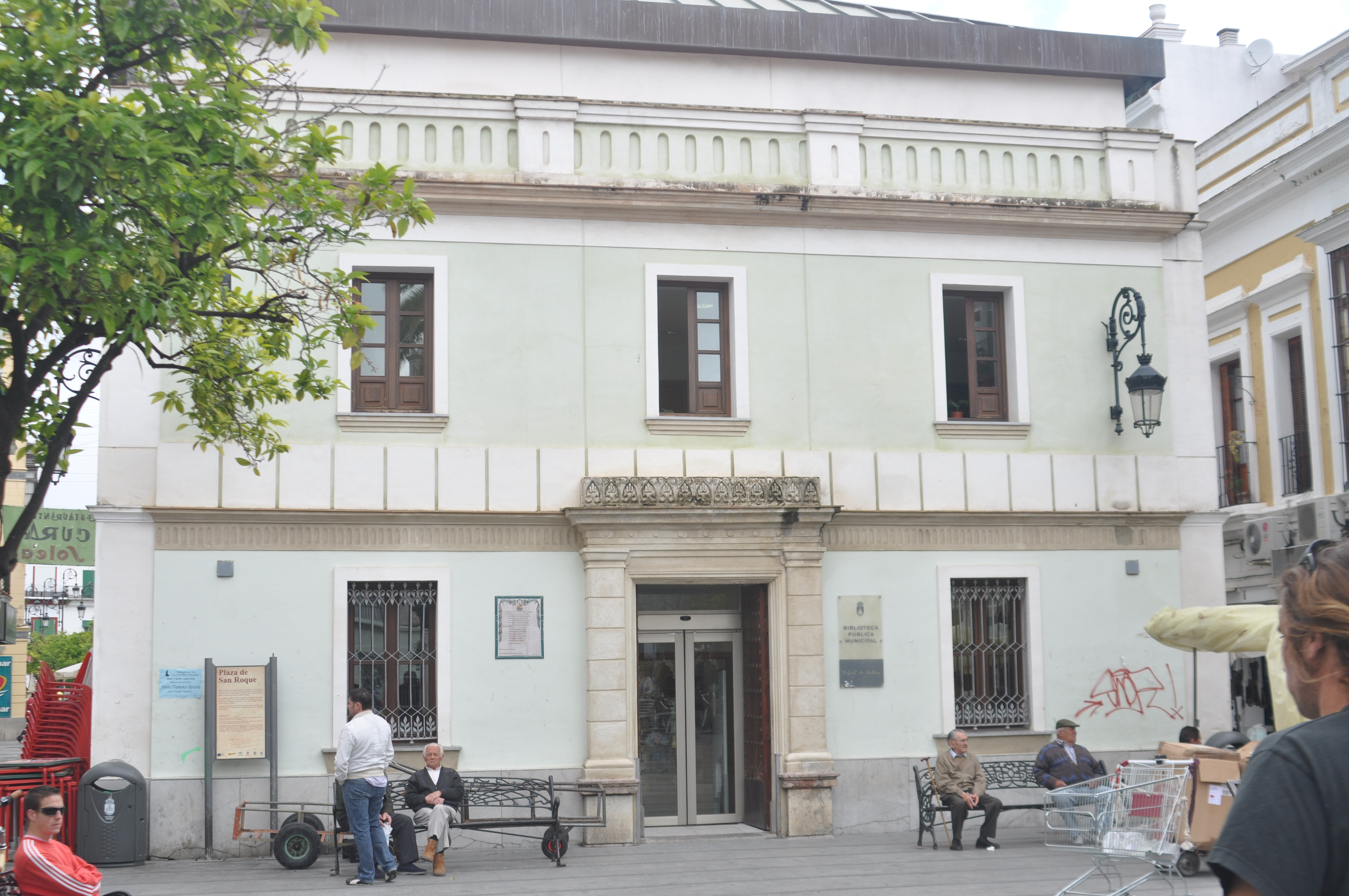
Městská knihovna Rafael de Pablos.

### Kulturní zařízení
- Auditorium La Merced
- Kulturní centrum Victoria
- Výstavní síň Las Covachas
- Sjezdový sál knihovny Rafaela de Pablose
- Hudební konzervatoř Joaquína Turiny
- Městská knihovna Rafael de Pablos
- Obecní archiv

 Mimo tato zařízení existuje mnoho aktivit, které se odehrávají venku a ve školách.

### Kulturní akce
Hlavní kulturní akce, které se ve městě konají, souvisejí s podporou četby prostřednictvím různých aktivit, vážné hudby, flamenca, divadla a výtvarného umění.

## Partnerská města
- Almonte,  Španělsko
- Koekelberg,  Belgie[13]
- Palos de la Frontera,  Španělsko
- San Sebastián de los Reyes,  Venezuela
- Trujillo,  Španělsko

## Stejnojmenná města
- Sanlúcar de Guadiana,  Španělsko
- Sanlúcar la Mayor,  Španělsko

## Významné osobnosti
- Antonín Orleánský, vévoda z Montpensier
- Beatrix Sasko-Koburská, britská princezna
- Francisco Pacheco, španělský malíř